# Віцлав I
Віцлав або Віслав, Віцан I (*д/н —бл.700) — князь ободритів та король венедів у 664—700 роках. Засновник власної династії.

## Життєпис
Вважається, що був сином Радегаста, князя бодричів (ободритів) та короля венедів. Більшість відомостей про нього міститься у дослідженні Іогана Фрідриха Хемніца, мекленбурзького історика XVII ст. Втім додаткових свідчень про існування та діяльність Віцлава практично невідомо.
Разом з тим Віцлава розглядають як засновника першої династії спадкових королів, що почала панувати над плем'ям бодричів (ободритів) та союзом венедських племен. 
Існують припущення, що він панував над усім Ободрицьким (вендським) союзом західно-слов'янських племен. Також є дискусії щодо титулу короля, яким нагороджує Віцлава російський дослідник В.Меркулов. Можливо Віцлав носив також титул військового очільника на кшталт конунга у скандинавів.
Помер Віцлав I близько 700 року. Наслідував йому син Аріберт I.

## Родина
Ймовірно був одружений з саксонською або лангобардською «принцесою». З огляду на ім'я сина Віцлава — Аріберта — вона була лангобардка, але за іншими джерелами — саксонка, що були найближчими сусідами ободритів. Є згадки про старшого сина Аріберта та сестру Сивіллу (ім'я під сумнівом), є відомості про декількох молодших синів, але імена їх не визначено.